# Ildefonso Catolis
Ildefonso Catolis (provincia de Santa Fe, 1782 - Salto, 7 de agosto de 1832) fue un militar argentino que participó en las luchas contra las Invasiones inglesas al Río de la Plata y en las campañas por la emancipación de su nueva nación.

## Biografía
Ildefonso Catolis luchó en el bando español contra las Invasiones inglesas, asistiendo a la reconquista de Buenos Aires en 1806 y como sargento segundo del Batallón de Arribeños a la exitosa defensa de la ciudad en 1807.
En 1808 fue ascendido a sargento primero de ese cuerpo voluntario y en 1809 a subteniente graduado.
Al producirse la Revolución de Mayo, Catolis se alistó en el ejército patriota que partía a la campaña en la Banda Oriental, participando del primer sitio de Montevideo en 1811.
Fue promovido a teniente en 1812 y participó del segundo sitio de esa ciudad realista hasta la caída de la plaza en 1814, asistiendo a numerosas acciones de guerrilla al mando del coronel Domingo French.

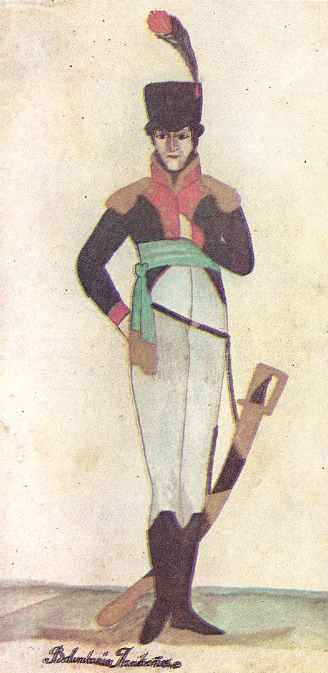
Oficial del batallón de Arribeños.

Al término de la campaña recibió la medalla acordada a los vencedores por el Director Supremo de las Provincias Unidas del Río de la Plata Gervasio Posadas.
Se incorporó al Ejército del Norte a las órdenes de José Rondeau y tomó parte en la Tercera expedición auxiliadora al Alto Perú, encontrándose en la batalla de Sipe-Sipe con el grado de capitán.
Tras combatir contra las fuerzas realistas que dominaban el norte argentino, en 1816 se encontraba en San Miguel de Tucumán, donde permaneció hasta 1819, año en que se sumó a la expedición que al mando del general Manuel Belgrano marchó contra Santa Fe.
Acompañó al general Juan Bautista Bustos en el Motín de Arequito del 8 de enero de 1820 y continuó bajo su mando cuando se adueñó del gobierno de la provincia de Córdoba.
En 1821 recibió el grado de sargento mayor pero descontento con la actuación de Bustos se pasó con José María Paz a Santiago del Estero.
Al estallar la guerra del Brasil se alistó en el Ejército de Observación al mando del general Martín Rodríguez y se desempeñó como ayudante del Cuartel General del Ejército Republicano en 1826.
Al finalizar ese año, Catolis regresó a Buenos Aires para revistar en la Plana Mayor General del Ejército.
Volvió a la campaña y el 22 de febrero de 1828 estuvo en el combate de los Potreros del Padre Filiberto en que la vanguardia al mando del general Juan Antonio Lavalleja derrotó a las fuerzas imperiales al mando del mariscal Brown. Tras la paz, regresó a Buenos Aires y pasó al Cuerpo de Inválidos.
Falleció en el Salto (aldea al noroeste de la provincia de Buenos Aires) el 7 de agosto de 1832.
Estaba casado con Teresa Varela, porteña.